# Cinema 3D

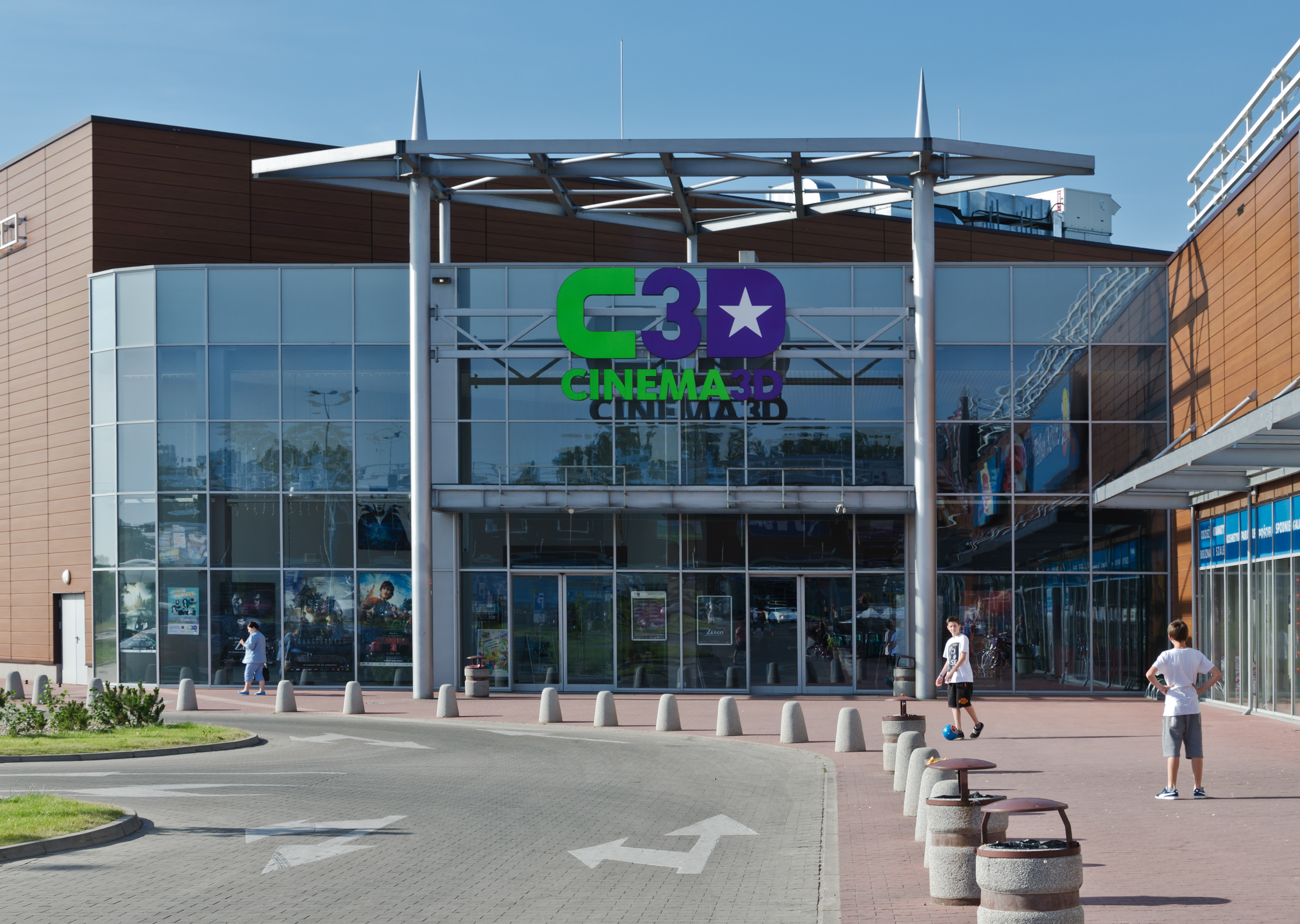
Kino w Kłodzku

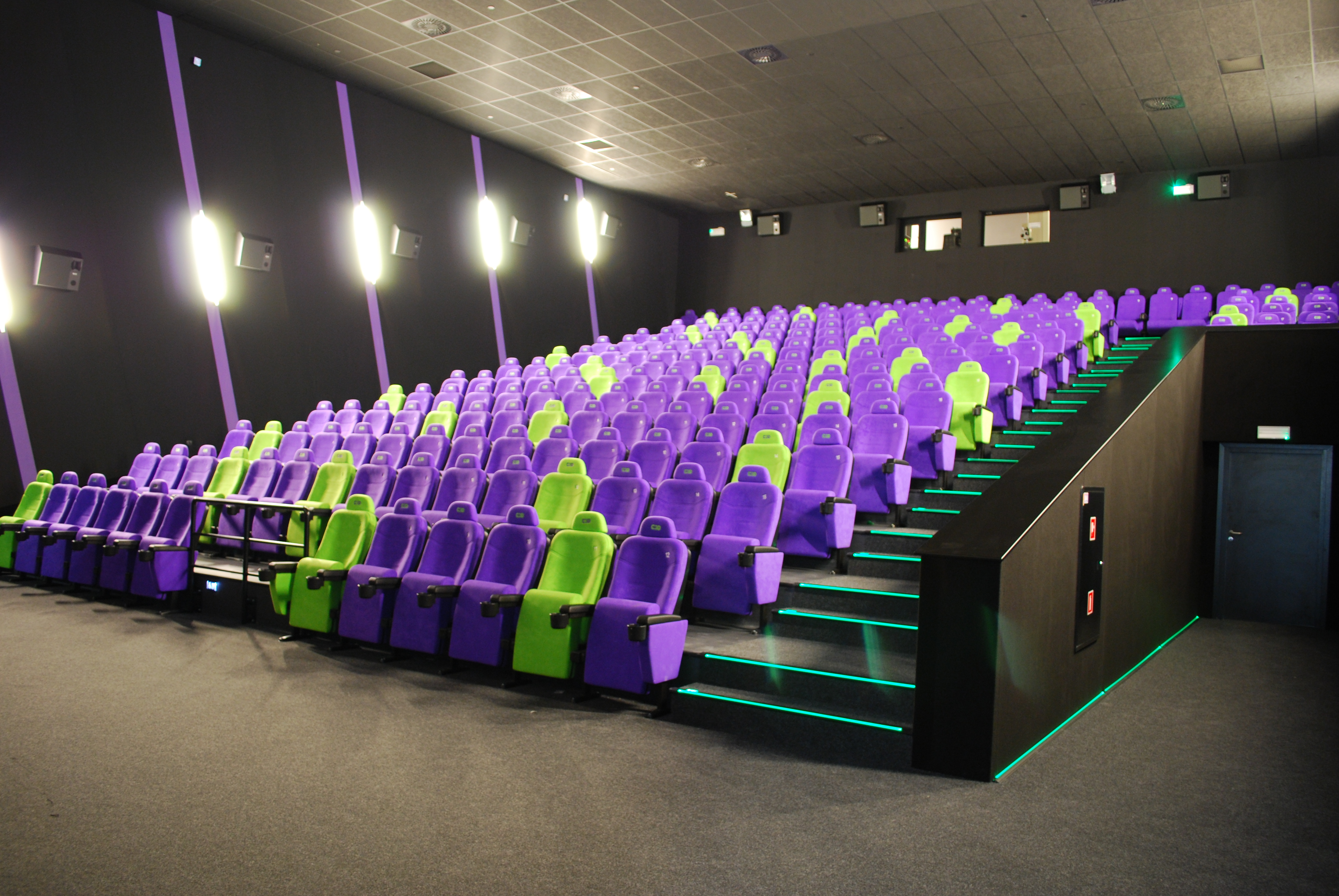
Sala kinowa w Kaliszu

Cinema 3D – sieć kin wielosalowych istniejąca od 2010 do 2022 roku.
Pierwsze, 3-salowe kino tej sieci zostało otwarte dla widzów 14 stycznia 2011 roku w Galerii Twierdza w Kłodzku przy ul. Noworudzkiej 2. Następny obiekt Cinema 3D otworzyła w Kaliszu w Galerii Tęcza 27 stycznia 2012 roku, kolejne w Świdnicy w Galerii Świdnickiej 9 marca 2012 i w Lesznie w Galerii Leszno otwarte 14 grudnia 2012 roku.
Wszystkie sale kinowe są przystosowane do wyświetlania filmów w technologii cyfrowej, wyposażone w możliwość wyświetlania filmów w technologii trójwymiarowej. Kina w Kłodzku, Kaliszu i Świdnicy korzystają w tym celu z technologii Dolby 3D Digital Cinema, pozostałe obiekty z technologii DepthQ.
W maju 2019 roku sieć Cinema3D została przejęta przez Multikino dołączając do Grupy Vue International. W związku z warunkami postawionymi przez UoKiK kino w Gdańsku zostało wydzielone z sieci i obecnie działa pod marką Cinema1.
Od 28 października 2022 roku wszystkie kina Cinema 3D zaczęły funkcjonować pod marką Multikina.

## Kina sieci Cinema 3D w Polsce
Kina nieistniejące:
1. Gdańsk – Galeria Morena – 6 sal, 1042 miejsc (2016-2020) - przemianowano na Cinema1[8][9]
2. Warszawa – Galeria Atrium Reduta – 6 sal, 1395 miejsc (2018[10]-2022) - przemianowano na Multikino[11]
3. Głogów – Galeria Glogovia – 5 sal, 998 miejsc (2016-2022) - przemianowano na Multikino[12]
4. Gorzów Wielkopolski – CH Feeria – 5 sal, 930 miejsc (2015-2022) - przemianowano na Multikino[13]
5. Kłodzko – Galeria Twierdza – 3 sale, 753 miejsc (2011-2022) - przemianowano na Multikino[14]
6. Świdnica – Galeria Świdnicka – 4 sale, 1040 miejsc (2012-2022) - przemianowano na Multikino[15]
7. Leszno - Galeria Leszno - 4 sale, 786 miejsc (2012-2022) - przemianowano na Multikino[16]
8. Biała Podlaska – CH Rywal – 4 sale, 599 miejsc (2014-2022) - przemianowano na Multikino[17]
9. Mielec – Galeria Navigator – 4 sale, 838 miejsc (2017-2022) - przemianowano na Multikino[18]
10. Tarnów – Galeria Tarnovia – 5 sal, 746 miejsc (2016-2022) - przemianowano na Multikino[19][20]
11. Kalisz – Galeria Tęcza – 5 sal, 1271 miejsc (2012-2022) - przemianowano na Multikino[21]
12. Świnoujście – Galeria Corso – 4 sale, 356 miejsc (2015-2022) - przemianowano na Multikino[22]

Kina planowane nigdy nieotworzone:
1. Warszawa – Galeria Młociny – 10 sal, 935 miejsc, w dniu 23.05.2019 otworzono ostatecznie jako Multikino[23]
2. Nowy Targ – Color Park – 4 sale
3. Wrocław – Sky Tower – 8 sal